# Evisa reisseri
Evisa reisseri är en fjärilsart som beskrevs av Edward P. Wiltshire 1952. Evisa reisseri ingår i släktet Evisa och familjen nattflyn. Inga underarter finns listade i Catalogue of Life.